# Puig d'en Batet
El Puig d'en Batet és una muntanya de 386,7 metres que es troba entre els municipis de Celrà i Juià, a la comarca del Gironès.
La tarda del 12 d'agost de 2022 s'hi va declarar un incendi. 22 dotacions de bombers s'hi van desplaçar.